# Liste der Monuments historiques in Nod-sur-Seine
Die Liste der Monuments historiques in Nod-sur-Seine führt die Monuments historiques in der französischen Gemeinde Nod-sur-Seine auf.

## Liste der Immobilien
| Bezeichnung                        | Beschreibung | Standort                 | Kennzeichnung | Schutzstatus | Datum | Bild |
| ---------------------------------- | --- | ------------------------ | ------------- | ------------ | ----- | ---- |
| Grenzsteine des Forêt de Châtillon | insgesamt 64 Grenzsteine, ab dem 14. Jahrhundert, hauptsächlich aus dem 17. Jahrhundert; auch zu Buncey, Maisey-le-Duc, Saint-Germain-le-Rocheux und Villiers-le-Duc | östlich des Ortes (Lage) | PA21000063    | Classé       | 2012  |      |